# Hooveria
Hooveria D.W.Taylor & D.J.Keil – rodzaj roślin z rodziny szparagowatych. Obejmuje dwa gatunki występujące w północno-zachodnim Meksyku (północna Kalifornia Dolna) i Kalifornii.
Nazwa naukowa rodzaju została nadana na cześć Roberta Hoovera, żyjącego w latach 1913-1970 amerykańskiego botanika, badacza flory Kalifornii, założyciela herbarium w California Polytechnic State University.

## Morfologia
Wieloletnie, cebulowe rośliny zielne. Liście odziomkowe, równowąskie, o pofalowanych brzegach. Kwiaty zebrane w wiechę. Rozgałęzienia kwiatostanu oraz kwiaty wsparte równowąskimi przysadkami i podsadkami. Okwiat biały, fioletowy lub różowawy. Listki okwiatu o długości 6,5–8 mm, równowąskie do podługowatych, odgięte, z miodnikami u nasady, pozostające w czasie owocowania i skręcające się nad torebką. Rośliny kwitnące w ciągu dnia. Sześć pręcików osadzonych u nasady listków okwiatu. Pylniki obrotne, żółte. Szyjka słupka wyrastająca ponad okwiat, zakończona trzema drobnymi znamionami. Owocami są trójklapowane, pękające komorowo torebki, zawierające w każdej komorze jedno lub dwa czarne nasiona.

## Biologia
SiedliskoHooveria purpurea występuje na podgórskich terenach leśnych na południu hrabstwa Monterey i przyległych terenach północnego San Luis Obispo, gdzie jej zasięg jest całkowicie lub w dużej mierze ograniczony do dwóch baz wojskowych: Fort Hunter Liggett i Camp Roberts, a także na bardzo małej powierzchni około 65 km w południowo-środkowej części San Luis Obispo, gdzie rośnie na silnie zwietrzałych, skalistych, czerwonawych glebach gliniastych na obszarze otwartych terenów lesistych u podnóża gór. Hooveria parviflora zasiedla zarośla przybrzeżne, chaparral, formacje trawiaste i otwarte lasy.
GenetykaLiczba chromosomów 2n = 60.

## Systematyka
Pozycja systematycznaRodzaj z podrodziny agawowe Agavoideae z rodziny szparagowatych Asparagaceae. Zgodnie z opublikowanymi w 2018 roku wynikami badań filogenetycznych rodzaju Chlorogalum sensu lato wykazały, że takson ten jest parafiletyczny i obejmuje dwa klady. Pierwszy składa się z trzech gatunków kwitnących wieczorem (Chlorogalum sensu stricto), a drugi obejmuje dwa gatunki kwitnące w ciągu dnia, które zostały wyodrębnione do nowego rodzaju Hooveria.
Wykaz gatunków
- Hooveria parviflora (S.Watson) D.W.Taylor & D.J.Keil
- Hooveria purpurea (Brandegee) D.W.Taylor & D.J.Keil